# 巴黎圣母院 (音乐剧)
《鐘樓怪人》是法国和加拿大联合制作的一部音乐剧，改编自法国作家维克多·雨果的小说《鐘樓怪人》，于1998年9月16日在巴黎首演。剧中的音乐为意大利作曲家理查德·柯强特所作，歌词为法裔加拿大词作家呂克·普拉蒙東所作。
自巴黎首演后，陆续在加拿大、法国、比利时、俄罗斯、瑞士、意大利、中国、韩国、海地、台湾等多地演出。该剧有一个短一些的英语版本，于2000年在拉斯维加斯上映，另外有一个完整长度的英语版本连续表演了 17 个月。其中受欢迎的曲目如《存在》（Vivre）、《美人》、《大教堂时代》（Le temps des cathédrales）等亦被翻译成了白俄罗斯语、加泰罗尼亚语、捷克语、德语、立陶宛语、波兰语、俄语、意大利语、西班牙语和英语等多个语言。据吉尼斯世界纪录记载，《鐘樓怪人》是在上演的第一年最成功的音乐剧。其中的音乐至少录制了7次，有各种不同语言的版本发行。

## 剧情

### 第一幕
该剧设在1482年，吟游诗人葛林果（甘果瓦）在整剧中不仅是故事中的人物，也作为局外的旁白。他开始讲述人类如何将历史书写在大教堂（巴黎圣母院）上（Le Temps des Cathédrales，《大教堂时代》）。
一群由波西米亞男子克罗宾领导的无家可归的異族难民，在巴黎的聖母院前乞求帮助和安居（Les Sans-Papiers）。福罗诺——圣母院莊嚴而偽善的副主教，命令侍衛队长菲比斯驱逐难民。当士兵驱逐难民时，英俊多情的菲比斯发现了當中一位美丽曼妙的少女——艾丝美拉达，似乎被她迷住並詢問其身份。艾丝美拉达向菲比斯讲述了她的身世、她作为吉普赛女郎的生活和她的梦想（Bohémienne）。菲比斯并没有逮捕她，倆人開始互生好感。
身為兄長的克罗宾从艾丝美拉达八岁不到，其父母死后就一直照料她，告诉她她已不再是孩子，并且应该自己去寻求爱（Esmeralda, Tu Sais）。但是他也警告艾丝美拉达要小心，因为不是所有的男人都可信。
另一邊，高贵嬌俏、正值豆蔻年華的千金小姐—小百合如願與情人菲比斯订婚（Ces Diamants-La）。情竇初開的她深情款款地向菲比斯傾訴著愛意，而花心的菲比斯則故作專情地回應她。
稍后廣場上舉行著狂野欢快的愚人慶典，由甘果瓦主持（La Fete des Fous），从人群中选出了最丑陋的人作为愚人之王，会由艾丝梅拉达为其加冕。圣母院的敲钟人——天生殘缺與駝背的少年加西莫多被选为愚人之王，他偷偷愛慕著年齡相近、美麗動人的艾丝梅拉达，卻也明白長相怪異的自己不會得到對方的愛（Le Pape des Fous）。
神父福罗诺打断了慶典，命令加西莫多抓住艾斯梅拉达，以「巫师」和「有伤风化」等罪名將她关進塔樓並辱罵她（La Sorciere）。自卑單純的加西莫多因幼時被遗弃，對將其从小养大、教導其說話寫字的福羅諾心存感激，儘管看不透神父的內心，仍然如服從主人或養父般服从了他（L'Enfant trouve）。
夜幕降临，甘果瓦讲述巴黎夜晚的秘密（Les Portes de Paris）。加西莫多跟随艾斯梅拉达，正当要抓住她时菲比斯赶来，並命令他的手下逮捕了加西莫多。隨後菲比斯对艾斯梅拉达正式介绍了自己，并誘拐她相约第二天晚上在爱之谷酒店（Val d'Amour）相见。而後菲比斯带走了加西莫多，艾斯梅拉达分別後也離開了（Tentative d'enlèvement）。
在全巴黎被驱逐的人们的天堂——奇迹殿上，克罗宾正主持着安樂窩的狂欢仪式，这是一场绝对平等的盛宴，没有任何种族、信仰、肤色和犯罪记录带来影响（La Cour des Miracles）。出身本地的游吟诗人甘果瓦无意间游荡到了这里，却被克罗宾逮住。克罗宾故作威脅地告诉甘果瓦，他将会因为自己的擅自闯入而被绞死，除非當中有一位女士愿意嫁给他—即能成為他們的一份子而不被絞死。此时艾斯梅拉达到来，她出於援助而同意跟甘果瓦做名义上的夫妻。乞丐王克罗宾主持了这场非正式的婚礼，他们一起加入了狂欢。
随后，当甘果瓦和艾丝美拉达独處时，他向她介绍自己是「巴黎街巷的王子」，并且保证乐意将她当做自己的灵感女神，尽管他「并不适合女人」。因为甘果瓦受过教育，艾丝美拉达便向他询问「菲比斯」这个词的含义（Le Mot Phoebus）。知曉菲比斯軼聞的甘果瓦，略帶嘲諷地告诉她这个词在拉丁文里意味着太阳。艾丝美拉达细细沉思着这个词，因为它正浪漫地联想着菲比斯这个男人（Beau Comme le Soleil）；尽管对菲比斯有些捉摸不定，但是同样沉思着他的未婚妻小百合，有著和艾丝美拉达相通地戀慕他的心境，两位少女都坚信菲比斯将会永远爱著自己。
菲比斯本人却对自己是怎样的人毫不遲疑—他想要两个女人，一个作为安定富裕生活的嬌妻、一个作为追求短暫歡愉的情人（Déchiré）。
隔天，福罗诺召唤甘果瓦前往巴黎圣母院。他询问了甘果瓦一些关于艾丝美拉达的事，並且因覬覦她而不許甘果瓦「染指」其妻子。甘果瓦转换话题，询问刻在圣母院的一处墙上的希腊铭文「Ananké」的含义，福罗诺告诉他这个词在希腊语中意味着「命运」。此時，他们看着加西莫多被绑在巨大的转盘上拖上舞台，因为试图绑架艾丝美拉达而受到判决（Anarkia）。
加西莫多承受着惩罚，但是所有人都对他渴求水（A Boire）的呼喊置若罔闻。唯有善良的艾丝美拉达出现了，用她的水杯给了他一口水喝，也作為原諒他的舉動。这充满善意的行为深深地触动了这个可怜的驼背。随后他被释放，与福罗诺和菲比斯一同表達出对艾丝美拉达的不同模樣的情感（Belle）：善良的加西莫多是对她不断加深的温柔亲切；福罗诺是对她增長如罪惡情慾般的神魂颠倒；而被小百合悲痛的眼神注视着的菲比斯，则是希望在迈入婚姻殿堂前享受片刻激情。
加西莫多带领着艾丝美拉达走进圣母院，告诉她这座教堂一直是他的家和庇护所，而现在无论何时，只要她需要，这里也可以成为她的港湾（Ma Maison, c'est Ta Maison）。尽管她起初惧怕这个奇异、畸形的男人，她还是被他的温柔打动并且同情他，倆人結為摯友。孤身一人的艾丝美拉达生命中第一次向圣母玛利亚祈祷着（Ave Maria Païen）。偷偷跟踪监视艾丝美拉达的福罗诺发现不可抗拒的欲望将会毁灭他自己……更何况他心底不愿抗拒这欲望（Tu vas me détruire）。
当晚，菲比斯在前往爱之谷赴约的路上发觉自己被一团朦胧的身影一路追踪。福罗诺謊稱是他的良心並警告他不要再向前（L'Ombre），但是菲比斯不予理睬，执意前行。
在爱之谷，見多識廣的甘果瓦谈及这里的每个人无论种族、信仰和肤色，都可以在这烟花之地花上一点小钱享受片刻销魂（Le Val d'Amour）。看似常客的菲比斯到了那儿，在一个私密的房间中与艾丝美拉达碰面（La Volupté）。他们相逢後拥抱着，正要准备尝试肉体的结合。突然福罗诺冲进房间，攥着之前艾丝美拉达放在地上的防身小刀捅向菲比斯。艾丝美拉达扑倒在菲比斯的身上阻止了殺戮，看著菲比斯昏迷的模樣她也被嚇暈了，而福罗诺赶紧逃走。甘果瓦、克罗宾、福罗诺、加西莫多与眾人对命运的可怖力量作出感叹与评论（Fatalité），悲傷的小百合則沉默著心碎。

### 第二幕
福罗诺和甘果瓦讨论着在佛罗伦萨发生的种种事件与科技发现，比如约翰内斯·古腾堡（Johannes Gutenberg）的活字印刷术和马丁·路德（Martin Luther）的教义。这些发明发现对世界作出了永久性的改变（Florence）。甘果瓦发觉教堂如此寂静，福罗诺告诉他加西莫多已经三天没有敲钟了。
在高处的钟塔里，加西莫多叙述了教堂的钟是他仅有的朋友和爱人（Les Cloches），特别是那三位玛丽：为婴孩的葬礼而敲响的小玛丽、为水手的出行而敲响的中玛丽和为新人的婚礼敲响的大玛丽。他最大的希冀是她们某天为艾丝美拉达敲响，让她听见他的满腔爱意。
福罗诺询问甘果瓦他的「妻子」此刻身在何处（Ou Est Elle?），甘果瓦表示不知情并且拐弯抹角地回答他。然而，甘果瓦透露给一直在寻找艾丝美拉达的克罗宾一些信息，说她被关在监狱里，如果克罗宾不去救她，她将会被绞死。
在监狱中，艾丝美拉达将自己比作笼中之鸟，呼喊着乞求加西莫多的营救。此时此刻的圣母院中，加西莫多正在冥思苦想三天前艾丝美拉达的失踪，担心着她的安危（Les Oiseaux Qu'on Met En Cage）。克罗宾和一帮流浪汉被捕入狱（Condamnes），而艾丝美拉达正在因为企图谋杀和施巫术的罪名经受严刑逼供，主持这审讯的正是福罗诺（Le Procès/La Torture）。她認出對方與經常窺視自己的黑影相似，因拒绝承认这莫须有的罪名而遭受了钳脚的酷刑折磨，最终她哭喊着认罪了。福罗诺宣布判她绞刑，但是艾丝美拉达仍旧表白她对菲比斯的爱。福罗诺孤身被这无回报的激情折磨着，感到情慾的痛苦（Être Prêtre Et Aimer Une Femme）。
在别处，菲比斯伤后痊愈，面对着小百合。陷入陰鬱的小百合故作鎮定的告诉他，只要他处死艾丝美拉达，他将仍拥有她全身心的爱（La Monture）。菲比斯無情地同意了（Je Reviens Vers Toi），声称他被艾丝美拉达的巫术蛊惑。
在处死刑的当天清晨五点，福罗诺来到了艾丝美拉达的囚室，現出真身並承认出于对她的爱而用刀捅了菲比斯（Un Matin Tu Dansais）。他提供了两条路：在绞架上死去或是给他爱而活着。被逼迫的艾丝美拉达拒绝了他的求爱，他便开始图谋不轨，但此时悄悄跟随的加西莫多释放了克罗宾和其他囚犯。克罗宾袭击了福罗诺，将他打得昏死过去，随后放走了艾丝美拉达。他们从监狱冲向圣母院，乞求庇护（Liberes）。
甘果瓦对着一轮月歌唱（Lune），描绘着加西莫多因为对艾丝美拉达的爱而遭受的痛苦和挣扎。
加西莫多将沉睡着的艾丝美拉达安置在圣母院安全的地方（Je Te Laisse Un Sifflet），但是悲痛而又苦涩地深思着：尽管他永远把她放在心尖，他的丑陋却必然使她永远不会爱他（Dieu Que Le Monde Est Injuste）。孑然一身的艾丝美拉达期望她会为了她爱的那个男人而活下去，她开始歌唱：尽管她将死去，爱却有着改变世界的力量（Vivre）。
克罗宾一行人占领了圣母院，福罗诺命令菲比斯和他的手下打破庇护所，袭击教堂以驱使他们出来（L'attaque De Notre Dame）。克罗宾他们勇敢地抵抗，但是依旧不敌身披铠甲的士兵。在第一次攻击中，克罗宾身受重伤。濒死的他乞求艾丝美拉达代替他的首领之位。最后一战中，艾丝美拉达帶領一行人面对着菲比斯和他的手下士兵，但是结果早已成定局——艾丝美拉达被抓，手無寸鐵的流浪汉们被击溃，此刻她終於看透了負心漢的真面目。菲比斯冷血地将艾丝美拉达送上绞架，将流浪汉驱逐出巴黎（Déportés），隨後与變得狠心的小百合一同离去。
正在圣母院内四处寻找艾丝美拉达的加西莫多看见了站在塔楼顶的福罗诺，因依然相信他本質善良，而乞求他帮助艾丝美拉达（Mon Maitre, Mon Sauveur）。然而福罗诺早已陷入癫狂，让他看向即將被绞死的艾丝美拉达，更让加西莫多惊骇的是福罗诺表明自己為此事负责人。一直以來敬仰神父的加西莫多對他感到失望，暴怒地抓住正在狂笑的福罗诺，将他猛地一把掷下塔楼的台阶，福罗诺因此摔死。刽子手们将艾丝美拉达的尸体从绞架上取下之时，加西莫多要求他们将这尸体留给他。将他们都赶走之后，他跪在艾丝美拉达的身旁为她哀悼，发誓将永远和她在一起，即使死亡也不能将他们分离（Danse, Mon Esmeralda）。
在帷幕落下之后，甘果瓦带领着全体人员重新唱响「大教堂时代」（Le Temps des Cathedrales）。

## 主演

### 巴黎首演
- 愛絲梅拉達（Esmeralda）: 伊蓮·西嘉賀（Hélène Ségara）
- 加西莫多（Quasimodo）: Garou
- 克诺德·孚羅洛（Claude Frollo） : Daniel Lavoie
- 皮耶·葛林果（Pierre Gringoire）:Bruno Pelletier
- 腓比斯（Phoebus）: Patrick Fiori
- 克洛潘（Clopin）: Luck Mervil
- 小百合（Fleur-de-Lys）:Julie Zenatti

### 北美首演
- 爱丝梅拉达（Esmeralda）:Janien Masse
- 加西莫多（Quasimodo）:Doug Storm
- 克诺德·福罗诺（Claude Frollo） : Francis Ruivivar、T. Eric Hart
- 比埃尔·甘果瓦（Pierre Gringoire）:Deven May
- 孚比斯（Phoebus）:Mark W Smith
- 克洛潘（Clopin）:David Jennings
- 小百合（Fleur-de-Lys）:Jessica Grové

### 加拿大首演
- Nadia Bel：爱丝梅拉达（Esmeralda）
- Matt Laurent：加西莫多（Quasimodo）
- Jérome Collet：克诺德·福罗诺（Claude Frollo）
- Richard Charest：比埃尔·甘果瓦（Pierre Gringoire）
- Laurent Ban：孚比斯（Phoebus）
- Roddy Julienne：克洛潘（Clopin）
- Marie-Eve Janvier：小百合（Fleur-de-Lys）

### 伦敦首演
- Tina Arena、Patti Russo、Dannii Minogue：爱丝梅拉达（Esmeralda）
- Garou：加西莫多（Quasimodo）
- Daniel Lavoie：克诺德·福罗诺（Claude Frollo）
- Bruno Pelletier：比埃尔·甘果瓦（Pierre Gringoire）
- Steve Balsamo：孚比斯（Phoebus）
- Luck Mervil：克洛潘（Clopin）
- Natasha St-Pier：小百合（Fleur-de-Lys）

### 巴黎莫加多尔首演
- Shirel：爱丝梅拉达（Esmeralda）
- Adrian Devil：加西莫多（Quasimodo）
- Michel Pascal：克诺德·福罗诺（Claude Frollo）
- Cyril Niccolai：比埃尔·甘果瓦（Pierre Gringoire）
- Richard Charest：孚比斯（Phoebus）
- Boddy Julienne：克洛潘（Clopin）
- Claire Cappelletti：小百合（Fleur-de-Lys）

### 西班牙首演
- Thais Ciurana、Lily Dahab：爱丝梅拉达（Esmeralda）
- Albert Martínez：加西莫多（Quasimodo）
- Enrique Sequero：克诺德·福罗诺（Claude Frollo）
- Daniel Anglés：比埃尔·甘果瓦（Pierre Gringoire）
- Lisardo Guarinos：孚比斯（Phoebus）
- Paco Arrojo：克洛潘（Clopin）
- Elvira Prado：小百合（Fleur-de-Lys）

### 意大利首演
- Lola Ponce、Rosalia Misseri：爱丝梅拉达（Esmeralda）
- Giò Di Tonno、Fabrizio Voghera：加西莫多（Quasimodo）
- Vittorio Matteucci、Fabrizio Voghera：克诺德·福罗诺（Claude Frollo）
- Matteo Setti、Heron Borelli：比埃尔·甘果瓦（Pierre Gringoire）
- Graziano Galatone、Heron Borelli：孚比斯（Phoebus）
- Marco Guerzoni、Cristian Mini：克洛潘（Clopin）
- Claudia d'Ottavi、Chiara Di Bari：小百合（Fleur-de-Lys）

### 俄罗斯首演
- Teona Dolnikova、Diana Savelyeva、Svetlana Svetikova：爱丝梅拉达（Esmeralda）
- Valerii Yaremenko、Andrei Belyavskiy、Timur Vedernikov、Vyacheslav Petkun ：加西莫多（Quasimodo）
- Alexander Marakulin、Igor Balalayev、Alexander Golubev：克诺德·福罗诺（Claude Frollo）
- Vladimir Dybskiy、Alexander Postolenko：比埃尔·甘果瓦（Pierre Gringoire）
- Anton Makarsky、Alexey Sekirin、Maxim Novikov、Eduard Shulzhevskiy：孚比斯（Phoebus）
- Sergey Lee、Vladimir Yesin：克洛潘（Clopin）
- Ekaterina Maslovskaya、Anastasiya Stotskaya、Anna Nevskaya、Anna Pingina：小百合（Fleur-de-Lys）

### 臺灣首演
- Nadia Bel：愛絲梅拉達（Esmeralda）
- Matt Laurent：加西莫多（Quasimodo）
- Michel Pascal：克諾德·福羅諾（Claude Frollo）
- Richard Charest：比埃爾·甘果瓦（Pierre Gringoire）
- Laurent Ban：孚比斯（Phoebus）
- Roddy Julienne：克洛潘（Clopin）[2]

### 韩国首演
- Bada、Oh Jin-yeong、Mun Hye-won：爱丝梅拉达（Esmeralda）
- Yun Hyeong-ryeol、Kim Beop-rae：加西莫多（Quasimodo）
- Seo Beom-seok、Ryu Chang-woo：克诺德·福罗诺（Claude Frollo）
- Kim Tae-hun、Park Eun-tae：比埃尔·甘果瓦（Pierre Gringoire）
- Kim Sung-min、Kim Tae-hyeong：孚比斯（Phoebus）
- Lee Jeong-yeol、Mun Jong-won：克洛潘（Clopin）
- Kim Jeong-hyeon、Gwak Sun-young：小百合（Fleur-de-Lys）

### 佛兰德首演
- Sandrine Van Handenhoven：爱丝梅拉达（Esmeralda）
- Gene Thomas：加西莫多（Quasimodo）
- Wim Van Den Driessche：克诺德·福罗诺（Claude Frollo）
- Dennis ten Vergert：比埃尔·甘果瓦（Pierre Gringoire）
- Tim Driesen：孚比斯（Phoebus）
- Clayton Peroti：克洛潘（Clopin）
- Jorien Zeevaart：小百合（Fleur-de-Lys）

## 音乐
| 法语版本 第一幕 1. Ouverture - Orchestra 2. Le temps des cathédrales - Gringoire 3. Les sans-papiers - Clopin & Chorus 4. Intervention de Frollo - Frollo & Phoebus 5. Bohémienne - Esmeralda 6. Esmeralda tu sais - Clopin 7. Ces diamants-là - Fleur-de-Lys & Phoebus 8. La fête des fous - Gringoire & Chorus 9. Le Pape des Fous - Quasimodo 10. La sorcière - Frollo & Quasimodo 11. L'enfant trouvé - Quasimodo 12. Les portes de Paris - Gringoire 13. Tentative d'enlèvement - Phoebus & Esmeralda 14. La Cour des miracles - Clopin, Chorus & Esmeralda 15. Le mot Phoebus - Esmeralda & Gringoire 16. Beau comme le soleil - Esmeralda & Fleur-de-Lys 17. Déchiré - Phoebus 18. Anarkia - Frollo & Gringoire 19. À boire! - Chorus, Frollo & Quasimodo 20. Belle - Quasimodo, Frollo & Phoebus 21. Ma maison, c'est ta maison - Quasimodo & Esmeralda 22. Ave Maria païen - Esmeralda 23. 改版前:Je sens ma vie qui bascule - Frollo 改版後:Si tu pouvais voir en moi - Quasimodo 24. Tu vas me détruire - Frollo 25. L'ombre - Phoebus & Frollo 26. Le Val d'Amour - Gringoire, Chorus & Phoebus 27. La volupté - Phoebus & Esmeralda 28. Fatalité - Gringoire, Frollo, Quasimodo, Clopin & Fleur-de-Lys 第二幕 29. Florence - Frollo & Gringoire 30. Les cloches - Gringoire, Frollo, Quasimodo & Chorus 31. Où est-elle? - Frollo, Gringoire & Clopin 32. Les oiseaux qu'on met en cage - Esmeralda & Quasimodo 33. Condamnés - Clopin & Chorus 34. Le procès - Frollo & Esmeralda 35. La torture - Frollo & Esmeralda 36. Phoebus - Esmeralda 37. Être prêtre et aimer une femme - Frollo 38. La monture - Fleur-de-Lys 39. Je reviens vers toi - Phoebus 40. Visite de Frollo à Esmeralda - Frollo & Esmeralda 41. Un matin tu dansais - Frollo & Esmeralda 42. Libérés - Quasimodo, Clopin, Esmeralda, Gringoire & Chorus 43. Lune - Gringoire 44. Je te laisse un sifflet - Quasimodo & Esmeralda 45. Dieu que le monde est injuste - Quasimodo 46. Vivre - Esmeralda 47. L'attaque de Notre-Dame - Clopin, Frollo, Phoebus, Esmeralda, Gringoire & Chorus 48. Déportés - Phoebus & Chorus 49. Mon maître, mon sauveur - Quasimodo & Frollo 50. Donnez-la moi - Quasimodo 51. Danse mon Esmeralda - Quasimodo curtain call 52. Danse mon Esmeralda (rappel) - Orchestra encore 53. Le temps des cathédrales (rappel) - Gringoire & Ensemble | 英语版本 第一幕 1. Ouverture - Orchestra 2. The Age of the Cathedrals - Gringoire 3. The refugees - Clopin & Chorus 4. Frollo's intervention- Frollo & Phoebus 5. The Bohemian song - Esmeralda 6. Esmeralda you know - Clopin 7. So look no more for love - Fleur-de-Lys & Phoebus 8. The feast of fools - Gringoire & Chorus 9. The king of fools - Quasimodo 10. The sorceress - Frollo & Quasimodo 11. The foundling - Quasimodo 12. The doors of Paris - Gringoire 13. Kidnap attempt - Phoebus & Esmeralda 14. The Court of the Miracles - Clopin, Chorus & Esmeralda 15. The word Phoebus - Esmeralda & Gringoire 16. Shining like the sun - Esmeralda & Fleur-de-Lys 17. Torn apart - Phoebus 18. Anarchy - Frollo & Gringoire 19. Water please ! - Chorus, Frollo & Quasimodo 20. Belle (is the only word) - Quasimodo, Frollo & Phoebus 21. Home in the sky - Quasimodo & Esmeralda 22. Pagan Ave Maria- Esmeralda 23. 沒有英文版 改版後:If you could see inside me - Quasimodo 24. Your love will kill me - Frollo 25. The shadow - Phoebus & Frollo 26. At Val d'Amour - Gringoire, Chorus & Phoebus 27. The voluptary - Phoebus & Esmeralda 28. Destiny - Gringoire, Frollo, Quasimodo, Clopin & Fleur-de-Lys 第二幕 29. Talk to me of Florence - Frollo & Gringoire 30. The bells - Gringoire, Frollo, Quasimodo & Chorus 31. Where is she ? - Frollo, Gringoire & Clopin 32. The birds they put in cages - Esmeralda & Quasimodo 33. Cast away - Clopin & Chorus 34. The trial - Frollo & Esmeralda 35. Torturer - Frollo & Esmeralda 36. I'm a priest - Frollo 37. Phoebus if you can hear me - Esmeralda 38. To get back to you - Phoebus 39. My heart if you will swear - Fleur-de-Lys 40. Frollo's visit to Esmeralda - Frollo & Esmeralda 41. On bright morning you danced - Frollo & Esmeralda 42. Free today - Quasimodo, Clopin, Esmeralda, Gringoire & Chorus 43. Moon - Gringoire 44. This small whistle I leave you - Quasimodo & Esmeralda 45. God you made the world all wrong - Quasimodo 46. Live - Esmeralda 47. Attack of Notre-Dame - Clopin, Frollo, Phoebus, Esmeralda, Gringoire & Chorus 48. By royal law- Phoebus & Chorus 49. Master and saviour - Quasimodo & Frollo 50. Give her to me - Quasimodo 51. Dance my Esmeralda - Quasimodo curtain call 52. Dance my Esmeralda (rappel) - Orchestra encore 53. The Age of the Cathedrals (rappel) - Gringoire & Ensemble |

## 录音

### 演唱专辑
1998：Concept Album

1998：Original Paris Cast（现场）

2000：London Studio Album

2001：French Studio Album

2001：Paris Cast（现场）

2001：Original Spanish Cast

2001：Original Italian Cast

2002：Italian Cast（现场）

2002：Original Russian Cast

2002：French Studio Album

2005：Korean Tour Cast

2008：Original Korean Cast

2009：Original Highlights Russian Cast

2010：Original Flemish cast

2017：Notre Dame De Paris 2017 (Live Au Palais Des Congrès) (現場）

### 乐器专辑
1999：I Fiamminghi 管弦乐版本

2000：Alan Lapointe 钢琴版本

2003：Italian Cast 器乐版本

2008：Russian Cast 器乐版本

### 影片錄製
1999：法国巴黎议会宫（现场）

2001：意大利维罗纳圆形竞技场（现场）

2002：俄罗斯第一频道（现场）

2008：韩国SBS（现场）